# Steaming Bluff

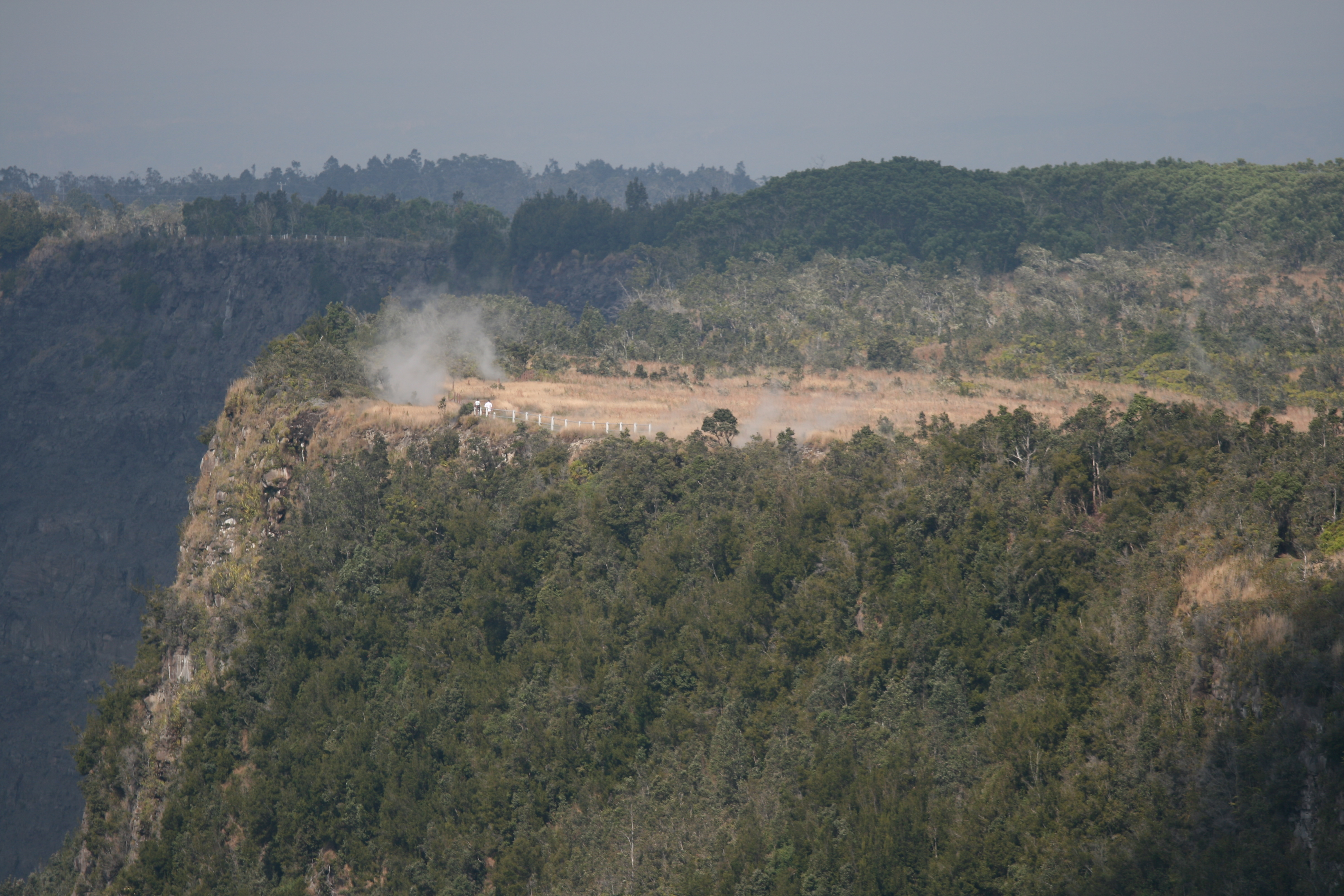
Le Steaming Bluff avec quelques fumerolles vu depuis le Volcano House à l'est.

Le Steaming Bluff, toponyme anglais signifiant littéralement en français « promontoire fumant », en hawaïen Wahinekapu, est un rempart montagneux des États-Unis situé à Hawaï, au sommet du Kīlauea. Il présente à son sommet plat et sur un kilomètre de longueur des fumerolles dont certaines sortent de profondes fissures. Accessible par le Crater Rim Trail, le sentier de randonnée faisant le tour de la caldeira, il constitue une attraction populaire du parc national des volcans d'Hawaï.

## Géographie

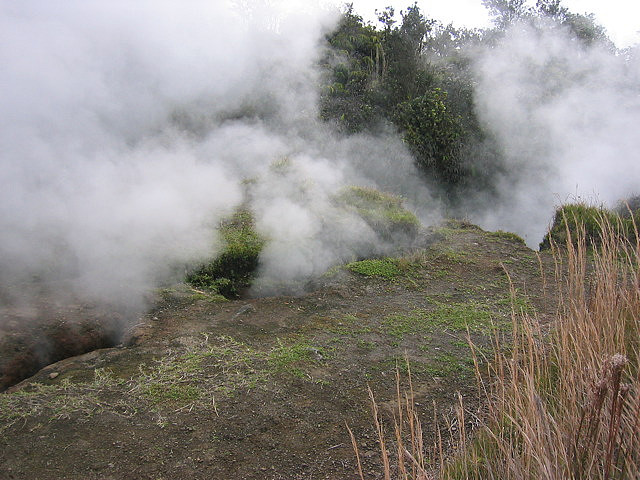
Fissures d'où s'échappent des fumerolles.

Le Steaming Bluff est situé aux États-Unis, dans le Sud-Est de l'archipel, de l'île et de l'État d'Hawaï. Il se trouve au sommet du Kīlauea, le long de la caldeira sommitale dont il constitue le rebord septentrional,. Il est prolongé à l'est par le Waldron Ledge et à l'ouest par l'Uwēkahuna Bluff, le point culminant du volcan,. Son rebord est longé par le Crater Rim Trail, un sentier de randonnée, et juste au nord se trouve la Crater Rim Road, la route faisant le tour de la caldeira,. Le rempart est entouré au nord-est par le Sulphur Banks, un autre ensemble de fumerolles, et au nord-ouest par le Kilauea Military Camp,. Plus loin à l'est se trouvent le centre des visiteurs du parc national des volcans d'Hawaï et le Volcano House tandis qu'à l'ouest se trouvent l'observatoire volcanologique d'Hawaï et le Jaggar Museum. Administrativement, le Steaming Bluff fait partie du district de Kaʻū du comté d'Hawaï et il est inclus dans le parc national des volcans d'Hawaï.
Les fumerolles qui s'échappent du rebord de l'escarpement et de fissures à son sommet s'étirent sur environ un kilomètre, parallèlement au rempart. Le point de vue est sécurisé par des barrières et il permet de profiter de la vue sur l'ensemble de la caldeira avec notamment des coulées de lave datant d'avant 1924 à ses pieds et au-delà le Halemaʻumaʻu, le cratère actif du sommet du Kīlauea.

## Tourisme
Le rempart montagneux est accessible depuis un court sentier débutant au parking aménagé à proximité, sur la Crater Rim Road,. Il est aussi possible de gagner le site en empruntant une partie du Crater Rim Trail, le sentier de randonnée faisant le tour de la caldeira du Kīlauea, soit depuis l'est en venant du centre des visiteurs du parc national et du Volcano House distants d'environ un kilomètre, soit depuis l'ouest en venant de l'observatoire volcanologique d'Hawaï et du Jaggar Museum éloignés de 1,9 kilomètre,. Le site constitue un passage obligé pour les randonneurs empruntant la moitié Nord du Crater Rim Road, contribuant ainsi à sa popularité.